# コンチロ県

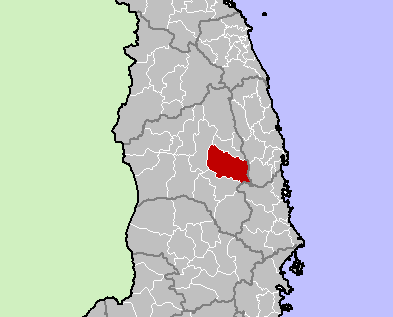

コンチロ県（コンチロけん、ベトナム語：Huyện Kông Chro?）は、ベトナム社会主義共和国ザライ省の県である。

## 行政区画
1市鎮13社から構成される。